# Pastorsämbete
Pastorsämbete kan, enligt riksskatteverkets definition avse
- en kyrkoherdes myndighet i allmänhet (dvs hans ämbete)
- en lokal folkbokföringsmyndighet, även om den inte förestås av kyrkoherde. Sådant pastorsämbete räknas bestå för varje församling eller kyrkobokföringsdistrikt, undantagsvis även annat område.

Själva pastorsexpeditionen (ämbetslokalen) är dock ofta gemensam för flera församlingar. I folkmun kallas ofta expeditionen för pastorsämbetet vilket alltså inte är helt korrekt.
Se vidare  Svenska kyrkans organisation